# Germain Raingo-Pelouse
Germain Franck Ernest Raingo-Pelouse, né le 28 août 1893 à Paris, où il est mort le 25 septembre 1963, est un artiste peintre français.

## Biographie
Le grand-père paternel de Germain Raingo-Pelouse, Ernest Raingo, étant le frère aîné d'Alice Hoschedé (née Raingo), notre artiste est, par le remariage d'Alice en 1892 avec Claude Monet, le petit-neveu du maître impressionniste. Ce lien familial fait que Germain Raingo-Pelouse restera toujours attaché au Vernonnet dont les paysages constitueront une part importante de l'œuvre.
Ernest Raingo (1841-1871) est le petit-fils de Zacharie Raingo (1775-1847), l'un des quatre frères horlogers qui fondent la maison Raingo Frères en 1813, qui étendent leur activité à la fonderie d'art en 1841, devenant plus tard grands fournisseurs de l'Empereur Napoléon III, puis éditeurs des bronzes d'Albert-Ernest Carrier-Belleuse, James Pradier et Auguste Moreau. Ernest et son épouse, née Lucy-Alexandrine Fossey (1842-1895), ont un fils prénommé Jean. Lorsqu'après le décès d'Ernest sa veuve se remarie avec le peintre alors déjà fort reconnu Léon Germain Pelouse (1838-1891), Jean accole le patronyme de son père adoptif au sien, donnant par là à ses trois fils, Germain, Bernard et Pierre, le nom de Raingo-Pelouse.

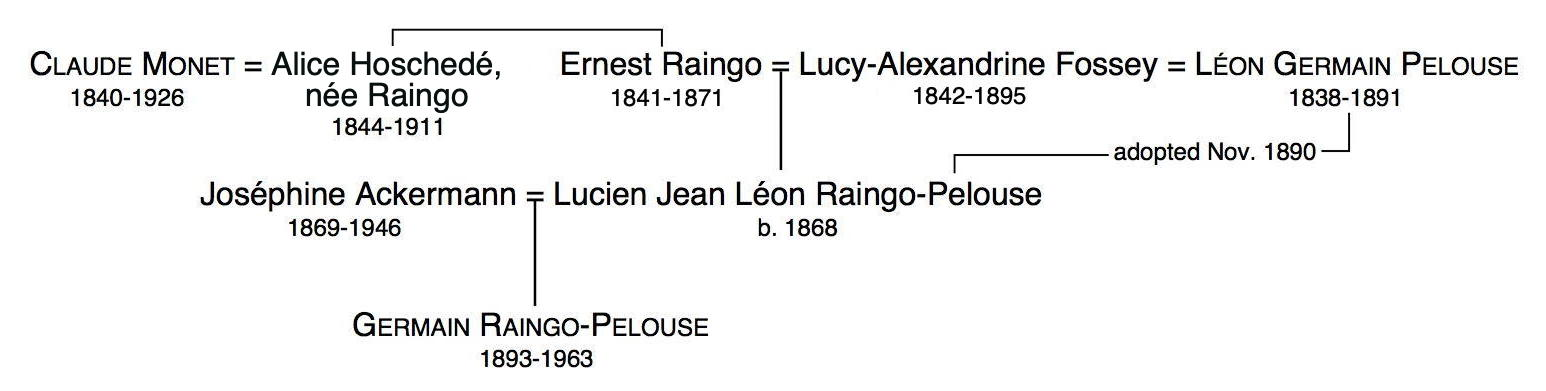
Arbre généalogique simplifié pour Germain Raingo-Pelouse.

Germain Raingo-Pelouse est l'élève de Fernand Cormon et de Louis-Joseph-Raphaël Collin à l'École des beaux-arts de Paris de 1910 à 1913.  Il peint des paysages, des portraits, des nus, des natures mortes et des scènes de genre. Il expose au Salon des indépendants à partir de 1912, puis chaque année à la Galerie Visconti à Paris de 1921 à 1924.
Il participe à la Première Guerre mondiale comme pilote avec le grade d'adjudant. Il vole sur Farman F.40 autour de Salonique (Grèce), afin d'effectuer des missions d'observations pour la protection de ce port. Son escadrille de Panomi est basée à Aponomi.
Il séjourne  à plusieurs reprises en Bretagne et en 1920 en Corse. Son atelier est mis en vente successivement à l'Hôtel Rameau à Versailles par l'étude Blache le 24 février 1974 et à l'Hôtel Drouot à Paris par l'étude Pescheteau le 28 avril 1981, faisant ressortir, par une suite de tableaux situés et datés, que Germain Raingo-Pelouse s'est également rendu en Bulgarie, notamment dans la région de Karlovo, autour de l'année 1936.

## Œuvres

### Peintures
- Erbalunga (Corse), 1928, Salon de la Société nationale des beaux-arts.
- Nu nègre, 1928, Salon des indépendants[10].
- Vue d'Estaing, 1929, ministère de la Guerre.
- Paysage corse et Tombé place de la Concorde le 6 février 1934, 1935, Salon des indépendants.
- Erbalunga, (Corse), 1935, Salon des Artistes Français.
- Erbalunga, (Corse), 1936, Salon des Indépendants.
- Bulgarie, vers 1937, hôtel du Gouverneur à Saint-Denis de la Réunion[11].
- Sans titre, 1947, achat de l'État[12].
- Sans titre, 1958, achat de l'État[13].

### Écrits
- Raingo-Pelouse, recherches de construction, années 1921, 1922, 1923, 1924, Raingo-Pelouse et Galerie Visconti, éditeur galerie Visconti à Paris, 1921-1924.

## Expositions personnelles
- Galerie Visconti, Paris, de 1921 à 1924.
- Galerie Bradtké, Luxembourg, octobre 1950[14].
- Hommage à deux artistes de Vernon, Germain Raingo-Pelouse et Pierre Maubert, Salle des écuries des gardes, Vernon, septembre 1949.

## Iconographie
- Autoportrait.
- Portrait de Raingo-Pelouse, par Julien Saraben (toile exposée lors de la rétrospective Julien Saraben, Le Bugue, été 2006)[15].

## Réception critique
- « La critique a été unanime à saluer comme une des révélations du Salon des indépendants le peintre Raingo-Pelouse qui y expose une toile pathétique dans sa sobriété. Sous un ciel gris de novembre, un grand champ labouré; deux corbeaux le survolent. A l'horizon, un arbre dénué; au premier plan, dans les sillons gras, quelques monticules d'engrais. Ensemble triste et austère qui dégage un charme émouvant. Novembre est certainement l'œuvre maîtresse du jeune artiste. Nous tenions à la signaler avant de parler de son exposition à La Rotonde. L'envoi de Raingo-Pelouse nous a intéressé par sa diversité et aussi parce que, depuis 1921, nous suivons avec sympathie les différents états d'âme d'un artiste qui a su s'imposer une discipline sévère sans se laisser jamais contraindre par les règles rigides d'aucune école. C'est en recherchant la simplicité qu'il s'est acheminé vers la maîtrise, et c'est parce qu'il a su demeurer sincère que la nature lui a révélé quelques-uns de ses secrets. Il nous est agréable de saluer en lui un des espoirs de la génération d'après-guerre. » - Émile Renaudin, Le Radical
- « Retenez le nom de Germain Raingo-Pelouse. Ce petit-neveu de Claude Monet est puissamment "soi". Ses Arbres sur la route, sans doute l'œuvre maîtresse de cette exposition, sont d'une consistance, d'une sûreté et d'une qualité de matière qui font présager un grand destin artistique. "Classique-moderne", il est de ceux par qui l'art progresse. » - Journal de Roubaix

## Musées et collections publiques
- Musée Alphonse-Georges-Poulain, Vernon (Eure), Vue du quartier Chantereine, Vernon.
- Centre national des arts plastiques, dont dépôts: Ministère de la Défense (Vue d'Estaing), Ministère de l'éducation nationale (Les côtes du Vernonnet), Préfecture de La Réunion, Saint-Denis de La Réunion (Bulgarie), Direction régionale des affaires sanitaires et sociales d'Ile-de-France (Son seul ami), Mairie de Bagnères-de-Luchon, (Les côtes de Vernon sous la neige).